# Dorceus quadrispilotus
Dorceus quadrispilotus is een spinnensoort uit de familie van de fluweelspinnen (Eresidae).
De wetenschappelijke naam van de soort werd in 1908 gepubliceerd door Eugène Simon.